# Espeluy
Espeluy – gmina w Hiszpanii, w prowincji Jaén, o powierzchni 25,49 km². W 2011 roku gmina liczyła 735 mieszkańców.